# (1495) Helsinki
(1495) Helsinki ist ein Asteroid des Hauptgürtels, der am 21. September 1938 von dem finnischen Astronomen Yrjö Väisälä in Turku entdeckt wurde.
Der Name des Asteroiden ist von der finnischen Hauptstadt Helsinki abgeleitet.